# Hatlyukú furulya
A hatlyukú furulya (köznyelvben néha csak furulya) az ajaksípos fúvós hangszerek családjába tartozik, a dugós furulya magyar népzenében használt változata. Leggyakrabban bodzacsőből készül, egy sorban elhelyezkedő hat hangképző nyílással, hátoldalon lévő szélhasítóval. Elsősorban pásztorok hangszere, de bizonyos ünnepi szokásokhoz is kapcsolódik.
Egyéb elnevezései: furulya; furollya (Észak-Magyarország); furugla, furuglya (Dunántúl); szűltü, szűtü (Moldva); tilinkó (főleg Somogy).

## Felépítése
A hatlyukú furulya – a legtöbb dugós ajaksípos hangszerhez hasonlóan – két fő részből áll: fúvókából és csőszerű, hangképző nyílásokkal ellátott testből. A hangot eredményező rezgésfolyamat úgy jön létre, hogy a befújt levegő a fúvóka dugó által leszűkített résén átáramolva éles akadályba, a szélhasító ékbe ütközik, ahol légörvények keletkeznek. Az örvények felváltva az ék alsó és fölső oldalán válnak le gyors egymásutánban, az így keletkező rezgés, peremhang a hozzá csatolt csőrezonátor, hangszertest megfelelő saját rezgését gerjeszti, hallható zenei hangot létrehozva. A hang magassága – a fafúvós hangszereknél megszokott módon – a hangszertest hanglyukainak fedésével-nyitásával és átfúvással változtatható.

### A cső
A hatlyukú furulya leggyakoribb anyaga a bodza, néha a juhar. Ritkábban szilvafát, körtefát, mogyorófát, rekettyefűzet, rózsafát használnak. Régen gólya lábszárcsontjából is készítették.
A bodzafát – lehetőleg erdei bodzafát – ősszel vagy télen vágják. A bodza hajtásának a megfelelő átmérőjű, egyenes, csomómentes részét fűrésszel vágják ki, nem baltával, hogy a repedést elkerüljék. A puha, szivacsos szerkezetű belet keményfa pálcikával vagy dróttal kinyomják, majd a hántatlan fát sokáig, néha évekig száradni hagyják olyan helyen, ahol a nap nem éri.
A jól kiszáradt bodzacsőből a maradék belet elkalapált végű, meghajlított dróttal tisztítják ki. A túl szűk üreg fúróval tágítható, akár a két vége felől is. A furatot fapálcára erősített csiszolópapírral simítják. A belső átmérő leggyakrabban 13 és 16 mm közötti, a külső 20–25 mm. Az erdélyi magyarok, a csángók – és a románok – furulyáinak furata az alsó végén 5–8 mm-esre szűkül, ez úgy érhető el, hogy a bodzacsövet nem fúrják teljesen végig. Különböző méretű fúrók használatával lépcsőzetesen szűkülő furatot is készítenek.
A cső hosszúsága 30 és 50 cm közötti, átlagban 40 cm.
A furat elkészülte után látnak hozzá a külső kidolgozáshoz: ez a fa héjának lehántása, a csőfal egyenletes vékonyítása, kaparása, csiszolása. Ezután kerül sor a hangszer hangképző fúvókájának elkészítésére.

### A fúvóka
Először elkészítik a cső felső végébe pontosan illeszkedő dugót, egyelőre csak belső támasztéknak, hogy a további munkák során a bodzacső be ne szakadjon. A dugó behelyezése után éles, hegyes késsel alakítják ki a furulya szélhasítóját. A székely szélhasító egyéb elnevezései: a Dunántúlon felvágás, kivágásluk, hold, hód, hódlik; Heves és Nógrád vármegyében szem, szemlyuk, ablak; a csángóknál okna, akna, vrána.
A szélhasítónak az áramló levegővel szembeni éles peremét, a szélhasító éket különös gonddal, pontossággal kell kidolgozni, a létrejövő hang milyensége nagyban ezen múlik. A szélhasító lyuk méretei, formája szintén lényegesek, ezek határozzák meg a szélhasító ék szélességét illetve az éknek a befúvórés torkolatától való távolságát. A szélhasító lyuk legtöbbször négyszögletű, de lehet félkör vagy kör alakú is. A lyuk mérete hosszanti irányban 4–6 mm, keresztben 5–10 mm, távolsága a furulya felső végétől 1,5–2 cm.
A szélhasító elkészítése után a befúvórés kialakítása következik. Ennek neve síp, síplyuk, zsiliplik. Az ideiglenesen beillesztett fadugót kiveszik, és a cső belső felületébe felső peremétől a szélhasítóig 1 mm mélységű szögletes árkot vésnek. Szélessége a szélhasítónál annak szélességével egyenlő, felül kissé tágabb. A fadugót megfelelő hosszúságúra szabják, hogy a cső peremétől a szélhasítóig érjen. Neve dugó vagy nyelv. Ennek a csőbe vésett árok felőli részét laposra faragják úgy, hogy síkja a szélhasító felé kissé emelkedjen. Ez a sík és csőbe mélyített árok együtt alkotja összeillesztés után a befúvórést.
A dugónak pontosan, szorosan kell illeszkednie a helyére, csak a befúvórésen szabad, hogy átengedje a levegőt. Ha jól van elkészítve, akkor a befúvórésen átnézve a rés közepén a szélhasító ék látszik, magassága a befúvás helyén 1–2 mm, a végén 1 mm vagy annál kisebb.

### A hanglyukak
A hangképző nyílások a csőnek a szélhasító lyukkal átellenes oldalán vannak. A legfelső lyuk nagyjából a hangszer közepénél helyezkedik el, a többi sorban egy-egy ujjnyi távolságra egymástól. Átmérőjük 5–7 mm, kör alakúak vagy hosszirányban kissé oválisak. A lyukakat úgy készítik, hogy a kijelölt helyeken először hegyes szerszámmal előfúrják, majd tüzes vassal a megfelelő méretűre kiégetik.
A hanglyukak elkészülte után a hangszert kipróbálják. Ha valamelyik hang mélyebb a szükségesnél, a megfelelő lyuk tágításával módosítják. A legalsó hangot a furulya alsó végéből levágva, vagy kis oldalirányú hangolónyílást fúrva lehet magasítani. A túl magas hangot kiadó lyukat betömik, majd kisebb átmérővel újra kifúrják. Méhviasszal vagy megrágott rozskenyérrel is lehet a hangképző nyílást szűkíteni, a legalsó hangot pedig úgy, hogy a cső alsó végét beillesztett fagyűrűvel szűkítik.

### Díszítés, felületkezelés
A pásztorok furulyájukat más, fából készült eszközeikhez hasonlóan faragással, karcolással, ólombeöntéssel, finom színezéssel díszítik. A karcolt, faragott díszítések motívumai a geometrikus alakzatoktól a figurális – a természetből, pásztoréletből, betyártörténetekből vett – jelenetek ábrázolásáig sokfélék lehetnek. Ólomöntést főleg a cső megerősítése céljából, a hangszer két végénél alkalmaznak. A cső falát díszes formában körbevésik, fölötte papírral szorosan betekerik, majd a megolvasztott ólmot papírtölcsérrel az így létrejött üregbe öntik. Az ólom alapanyagot hulladékból szerzik be.
A furulyát lenolajjal, napraforgóolajjal való impregnálással teszik tartósabbá. A gyimesi csángók e célra avas vajat, zsírt használnak. A repedt hangszerre régebben kígyóbőrt, meggyfa- vagy cseresznyefahéjat húztak, újabban fémcsődarabbal vagy dróttal szorítják össze.

## Használata

### Tartása

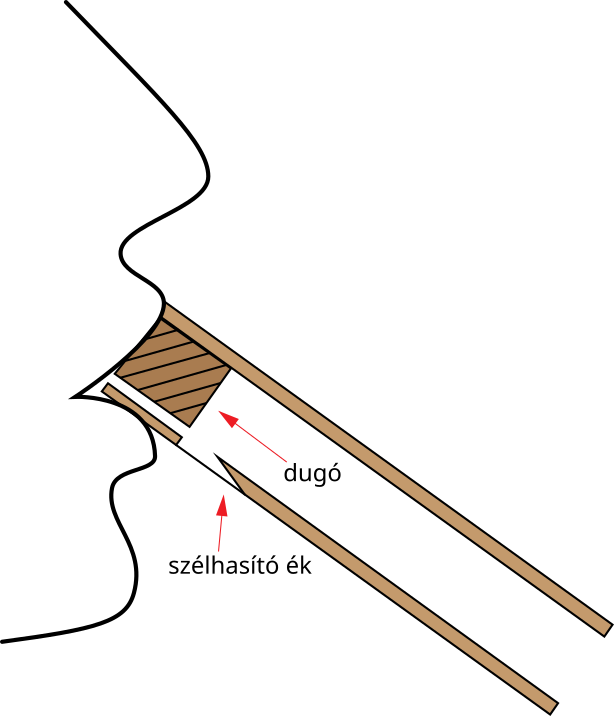
Hatlyukú furulya tartása

Játék közben a hatlyukú furulya szélhasítója lefelé néz, így a befúvó nyílás is a dugóval ellátott cső peremének alsó részén van. A hangszer végét a használója nem veszi a szájába, csak az alsó részét fekteti kb. 0,5–1 cm mélységig az alsó ajkára. Felső ajkával a furulya végét támasztja, az ajkak között a levegő fúvására csak kis rést hagyva.
A hatlyukú furulyát alsó végével lefelé tartva, a játékos testével kb. 45°-os szöget bezárva szólaltatják meg. Állva, botra támaszkodva, ülve, oldalt fekve és könyökre támaszkodva egyaránt használják. A hat hangképző nyílás zárására a két kéz gyűrűs-, középső és mutatóujját veszik igénybe, de a két kéz egymáshoz viszonyított helyzete nem meghatározott: sokan játszanak „balkezesen”, tehát úgy, hogy a modern fafúvós hangszerek kéztartásától eltérően a bal kéz van lejjebb, a jobb feljebb.

### Hangsora, játékmódja
A hatlyukú furulyák alaphangja változó lehet, f' és c'' közötti. Hangsora legtöbbször dúr jellegű, néha mixolíd. Az összes hanglyuk zárásakor a hangszer csövének alaphangja szól, ha alulról felfelé nyitják a lyukakat, az alaphangsor szólal meg. A második oktávban – az első átfúvásban – ugyanez az ujjrend érvényes, csak a fúvás erősebb. Az ennél magasabb hangok már nehezen, bizonytalanul szólalnak meg, ezeket ritkán használják. A modern gyári hangszerekhez viszonyítva a hatlyukú furulya hangsora hamisnak tűnik. az 1–2. fok között nagyszekund helyett gyakran kisterc van (a tiszta és az utóbbi hangzású hangszer az első és a második hanglyuk távolsága alapján jól megkülönböztethető: a tisztán szóló hangszernél az első lyukköz nagyobb, mint a többi), sokszor a terc és a szeptim semleges, dúr és moll hangsorok játszását egyaránt lehetővé teszi ugyanarról az alaphangról. A fúvással és az ujjak elmozdításával a hangmagasságok módosíthatók is (az utóbbi használatos pl. félhangok megszólaltatásakor, az ún. villafogás helyett, ugyanakkor sok gyakorlást kíván, hogy tisztán szóljon).
A magyar nyelvterületen mindenhol megtalálható az a játékmód, melyben a játékos a furulyaszót gutturális morgással, dünnyögéssel kíséri. Erdélyi furulyások egy része gyakran „rezegteti” a hangot úgy, hogy a hangszert ajkai előtt előre-hátra mozgatja. A furulyára annyira jellemző díszítések: mordentek, trillák, futamok nem csupán esztétikai célt szolgálnak, hanem a hangok tiszta megszólalását is megkönnyítik.

### Kulturális szerepe, repertoárja
A magyar hatlyukú furulya – mint általában a furulya a nyugati civilizációban mindenhol – jellegzetesen férfihangszer.
A hatlyukú furulya a régi magyarok életében – irodalmi adatok tanúsága szerint – fontos szerepet tölthetett be, de a közelmúltban elsősorban már csak pásztorhangszer, bár bizonyos ünnepi szokásokhoz is – a regöléshez, a moldvai hejegetéshez, a betlehemes játékhoz – szervesen hozzátartozik. A 20. század elejétől a furulyaszó melletti mulatást a falusiak már rangon alulinak érezték, gyakran a furulyázást magát is lenézték.
Az első világháború előtt egyes vidékeken szinte minden pásztornak volt furulyája, amit vagy maga készített, vagy vásárban, búcsúban, házaló furulyakészítőtől vásárolt. Furulya gyártásával, eladásával ekkoriban elsősorban bihari, szászrégeni románok, felvidéki szlovákok, bosnyákok foglalkoztak hivatásszerűen a kosárkötés, dézsa-, orsó- és fakanálkészítés mellett. Magyar emberek, pásztorok is készítettek néha eladásra, heti piacra furulyákat.
A magyar furulyások rendszerint ugyanazt játsszák, amit énekelnek is, de Erdélyben hagyományos hangszeres táncdallamokat is előadnak furulyán. Történeteket is eljátszanak rajta: Erdélyben a pásztorét, aki elveszíti juhait, ezen kesereg (rubato dallam), majd mikor úgy véli, megtalálta, megörül (táncdallam); a Dunántúlon a molnár történetét, akit rablók támadnak meg, de furulyájával a kutyáit hívja, akik a rablókat széttépik.

## Története, elnevezése
A 15. század közepe táján a Bécsi kódexben leírt bizonyos „bodzafában alkotott igrec készség” talán furulya lehetett, ha igen, ez ennek a hangszernek az egyik legkorábbi említése a magyarországi írott forrásokban. A 15. század elején másolt Schlägli szójegyzékben a sípot, furulyát jelentő latin fistula szó magyar megfelelője a süvöltő. Süvöltyü néven szerepel a furulya Apáczai Csere János 1653-as Magyar encyclopaediájában a „hangra szolgáló csinálmányok” között, ezt a régi nevet őrzi a moldvai csángók szűltü, szűtü, siltü szava. A süvűtő hangszernév Heves, Borsod, Hajdú-Bihar, Szabolcs-Szatmár vármegyében a fűzfasípot jelenti.
Maga a furulya szó későn, csak a 17. század közepe felé jelenik meg. Ennek magyarázata lehet az, hogy a környező népeknél is sok hasonló hangszer található, lehet, hogy a valamelyiküktől származó furulyaváltozattal együtt vettük át a nevét is, amely később a süvöltő és talán a tilinkó hangszernév helyét foglalta el. A furulya Magyarországi elterjedtségére utaló adatok a 19. század első felétől sokasodnak, ez időben gyakran tilinkónak nevezték.